# Sigolsheim
Sigolsheim (en alsacià Seielse) és un municipi francès, situat a la regió del Gran Est, al departament de l'Alt Rin. L'any 2006 tenia 1.097 habitants.

## Demografia
| 1962 | 1968 | 1975 | 1982 | 1990 | 1999 |
| ---- | ---- | ---- | ---- | ---- | ---- |
| 887  | 900  | 946  | 946  | 931  | 986  |

## Administració
| Període   | Identitat       | Partit |
| --------- | --------------- | ------ |
| 1983-2001 | Charles Sparr   |        |
| 2001-     | Thierry Speitel |        |